# New York Red Bulls
New York Red Bulls és un club de futbol professional de Nova Jersey, Estats Units, a l'àrea metropolitana de Nova York. Equip de la Major League Soccer des de 1996, és un dels seus clubs fundadors.
A partir del 2015 l'MLS va tenir com a expansió de la lliga un segon equip a l'àrea metropolitana de Nova York, el New York City FC, amb qui va sorgir una nova rivalitat, amb qui disputa el derbi de Nova York, anomenat derbi del riu Hudson.
El club té la seu al Red Bull Arena de Harrison, Nova Jersey, a l'àrea metropolitana de Nova York, a 10 km del centre de la megalòpolis. És un nou estadi específic de futbol amb una capacitat de 25.000 espectadors inaugurat el 2010, és un estadi d'estil europeu amb tots els seients coberts i és un dels estadis més moderns de l'MLS. Les oficines del club estan situades a Secaucus, Nova Jersey. L'equip juga amb samarreta blanca i pantalons vermells.

## Història
El club va ser fundat l'any 1995 amb el nom de New York/New Jersey MetroStars i va ser un dels clubs fundadors de l'MLS. Mantingué aquest nom fins al 1997 i des del 1998 fins al 2006 l'equip va ser conegut simplement com a MetroStars. El 9 de març de 2006 el club va ser venut a l'empresa Red Bull GmbH i va adoptar el nom de Red Bull New York, tot i que l'equip competia amb el nom de New York Red Bulls.
El 2008 l'equip va aconseguir arribar a la final de la Copa MLS però va ser vençut pel Columbus Crew. També va ser campió de la Conferència Est dues vegades, el 2000 i el 2008. El 2010 el club va inaugurar el seu nou estadi, el Red Bull Arena, i va fitxar com a jugadors franquícia l'estrella francesa Thierry Henry i el mexicà Rafael Márquez, campions d'Europa i del món amb el FC Barcelona.
En l'edició 2013, els New York Red Bulls va aconseguir guanyar el seu primer títol oficial en la seva història, l'Escut dels seguidors de l'MLS (campió de la temporada regular de l'MLS), després d'acabar amb 59 punts. Títol que va tornar a guanyar el 2015 i el 2018.
A partir del 2015 l'MLS va tenir com a expansió de la lliga un segon equip a l'àrea metropolitana de Nova York, el New York City FC, amb qui va sorgir una nova rivalitat, amb qui disputa el derbi de Nova York, anomenat derbi del riu Hudson.

## Estadis
- Giants Stadium (1996–2009)
- Red Bull Arena (2010-)

L'equip New York Red Bulls juga els seus partits com a local en el Red Bull Arena situat a Harrison, Nova Jersey, va ser inaugurat el 20 de març de 2010 amb una capacitat per 25.000 espectadors i sent un dels estadis més moderns de l'MLS. Anteriorment jugava en el Giants Stadium entre 1996 i 2009.

## Uniforme

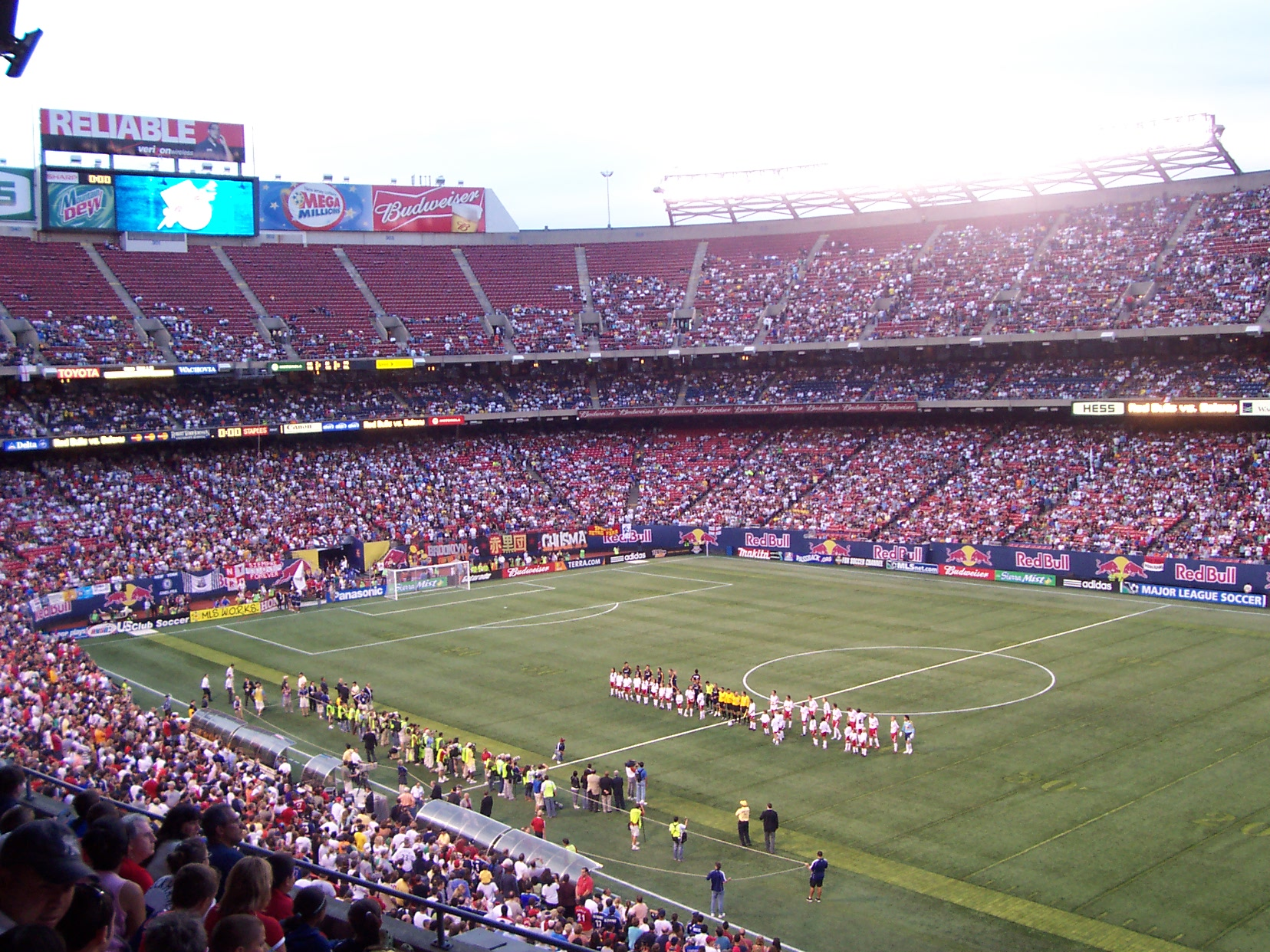
New York Red Bulls al Giants Stadium.

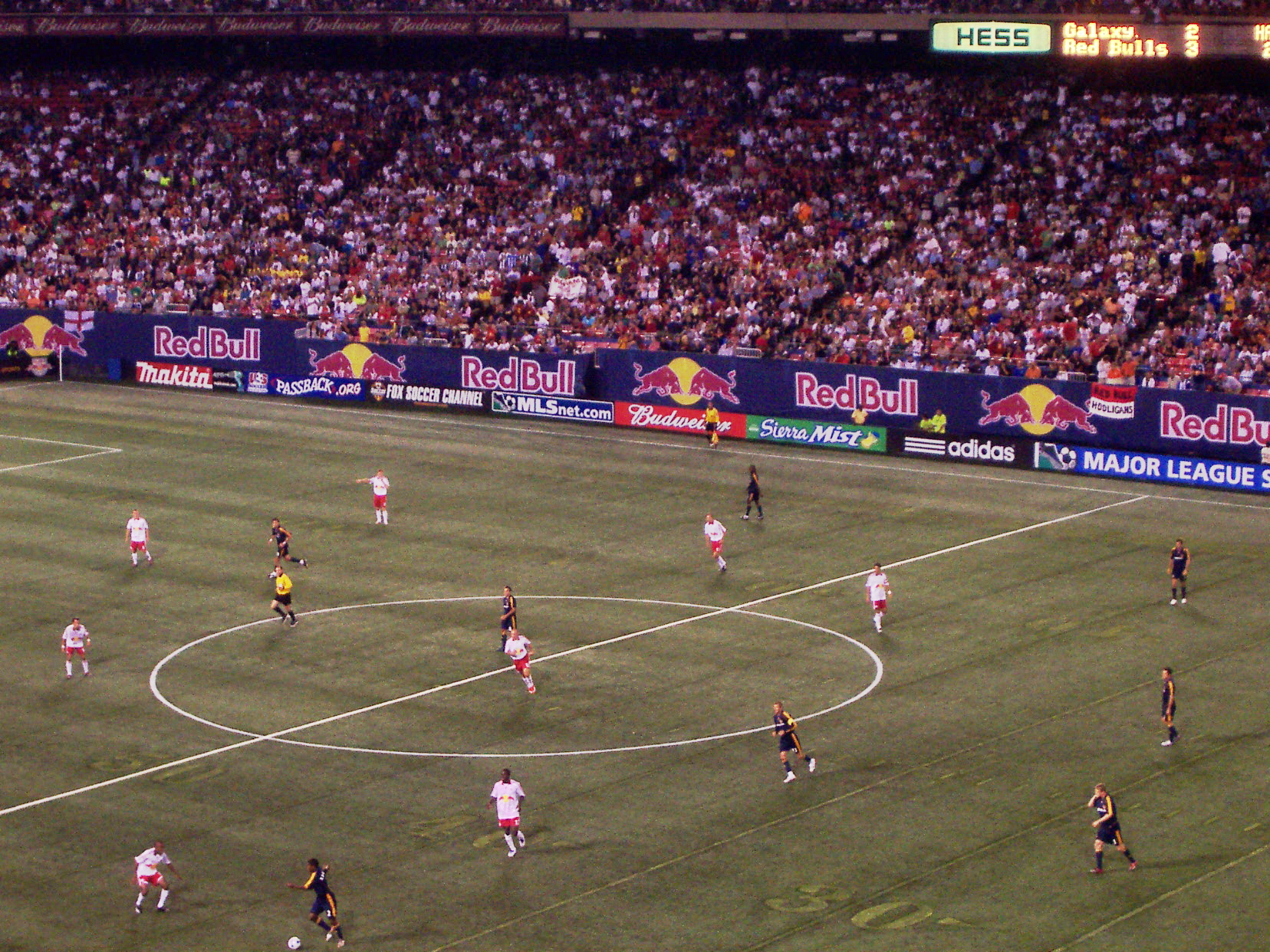
New York Red Bulls vs LA Galaxy el 18 d'agost de 2007.

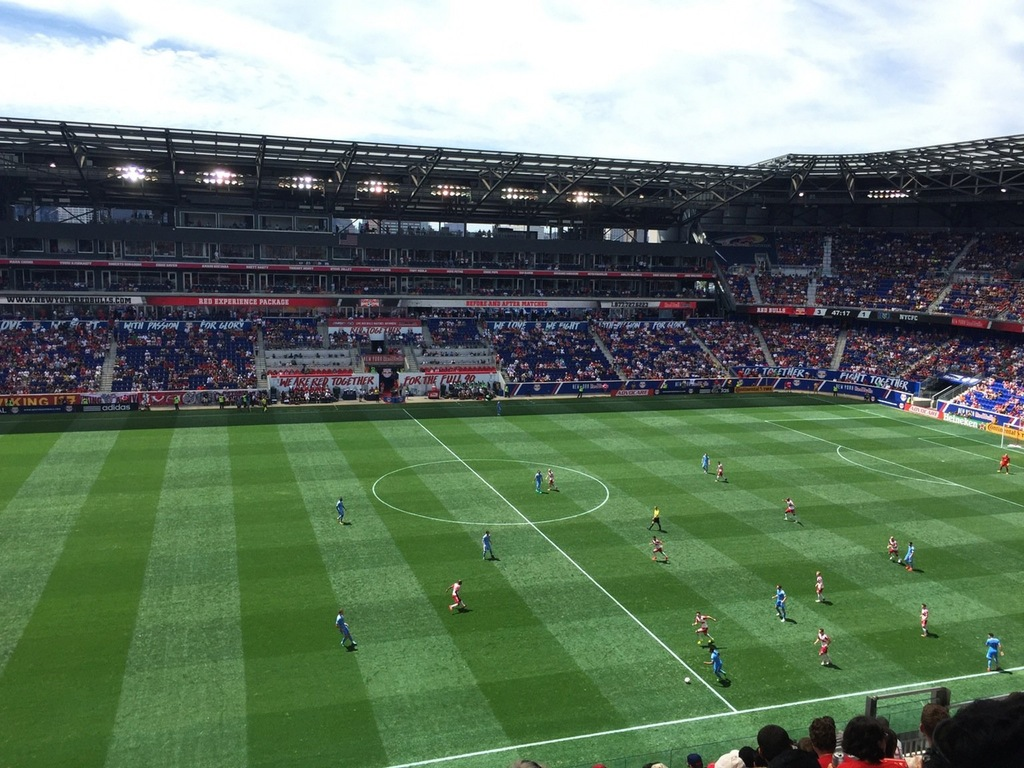
El Red Bull Arena durant el partit entre els New York Red Bulls i el New York City FC.

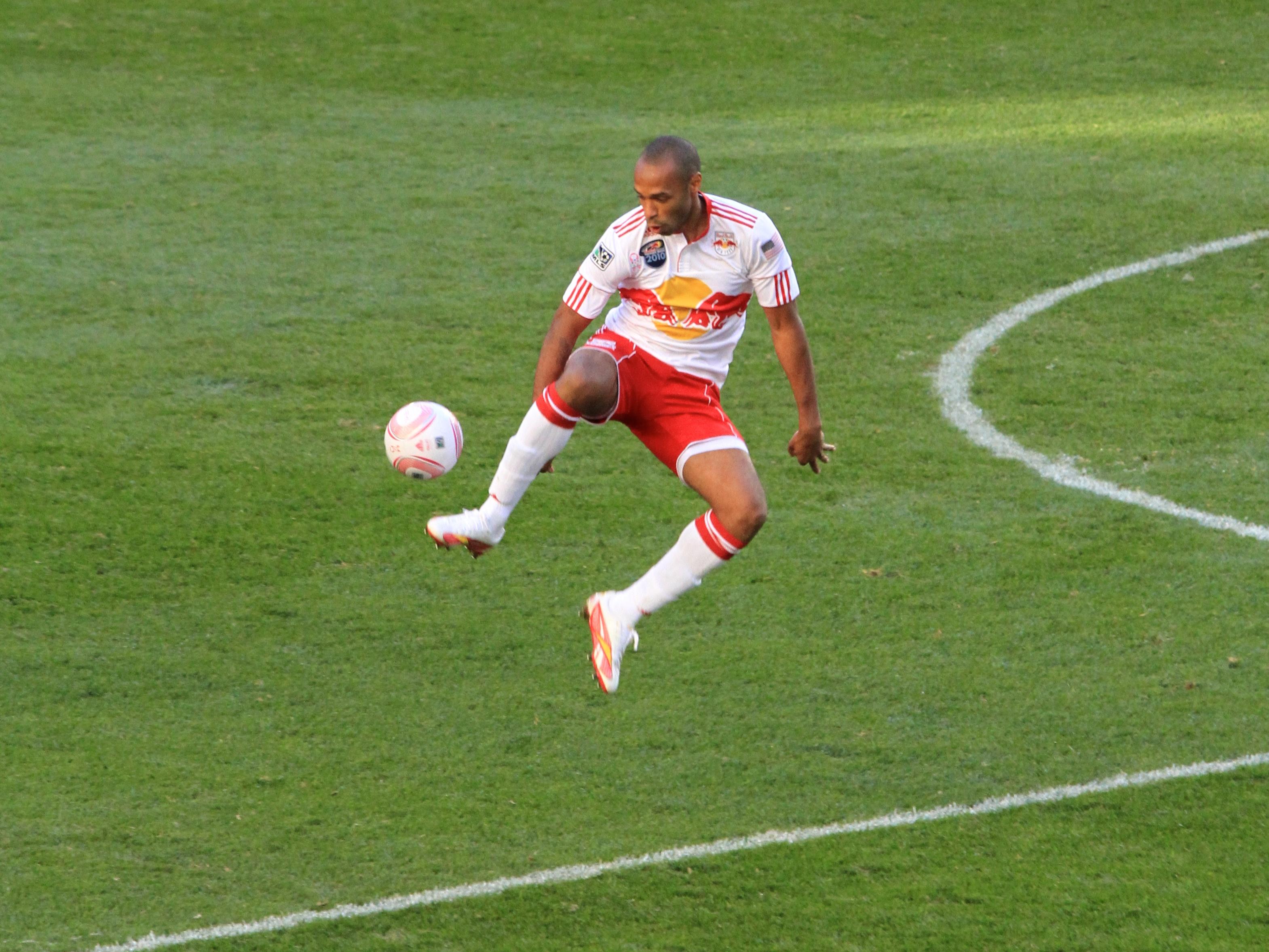
Thierry Henry amb l'equipament dels New York Red Bulls.

Durant les primeres temporades de l'equip, els MetroStars portaven una samarreta negra o blanca, abans de canviar a una samarreta de ratlles verticals vermelles i negres. Des de l'adquisició de Red Bull GmbH, l'equip porta gairebé invariablement una samarreta blanca i pantalons vermells com a uniforme titular i un uniforme blau marí i groc com a alternatiu, cadascun amb un destacat logotip de Red Bull al pit. Per a la temporada 2018, el club va presentar una nova samarreta completament vermella, substituint el tradicional uniforme alternatiu blau marí i groc.
Evolució de l'uniforme titular
| 1996 | 1997 | 2000 | 2003-2004 | 2008 | 2009 | 2010-2011 | 2012 |  |

| 2013-2014 | 2015-2016 | 2017-2018 | 2019-2020 |

Evolució de l'uniforme alternatiu
| 1996 | 1997 | 2000 | 2003-2004 | 2008 | 2009 | 2011 | 2012-2013 |  |

| 2014-2015 | 2016-2017 | 2018-2019 |

## Palmarès
- Escut dels seguidors de l'MLS (3): 2013, 2015, 2018.

## Propietaris
- John Kluge i Stuart Subotnick (1995–2001)
- Anschutz Entertainment Group (2001–2006)
- Red Bull (2006—)

## Entrenadors
- Eddie Firmani (1996)
- Carlos Queiroz (1996)
- Carlos Alberto Parreira (1997)
- Alfonso Mondelo (1998)
- Bora Milutinović (1998–1999)
- Octavio Zambrano (2000–2002)
- Bob Bradley (2003–2005)
- Mo Johnston (2005–2006)
- Richie Williams (2006; interí)
- Bruce Arena (2006–2007)

## Futbolistes destacats
| - Jeff Agoos (2005) - Jozy Altidore (2006–2008) - Michael Bradley (2004–2005) - Branco (1997) - Albert Celades (2009) - Gabriel Cichero (2008) - Ricardo Clark (2003–2004) - Saša Ćurčić (1999) - Antony de Ávila (1996–1997) - Dave van den Bergh (2007–2009) - Youri Djorkaeff (2005–2006) - Roberto Donadoni (1996–1997) - Eddie Gaven (2003–2005) - Cornell Glen (2004) - Amado Guevara (2003–2006) - Thierry Henry (2010-2015) - Tim Howard (1998–2003) - Eduardo Hurtado (1998–1999) - Andrzej Juskowiak (2003) - Mohammad Khakpour (1999–2000) - Dema Kovalenko (2006–2007) | - Alexi Lalas (1998) - Mike Magee (2003–2009) - Clint Mathis (2000–2003, 2007) - Lothar Matthäus (2000) - Rafael Márquez (2010) - Tony Meola (1996–1998, 2005–2006) - Jaime Moreno (2003) - Roy Myers (1999–2001) - Jeff Parke (2004–2008) - Peguero Jean-Philippe (2006) - Eddie Pope (2003–2004) - Tab Ramos (1996–2002) - Sergio Galván Rey (2004–2005) - Claudio Reyna (2007–2008) - Giovanni Savarese (1996–1998) - Markus Schopp (2006–2007) - Adolfo Valencia (2000–2001) - Jonny Walker (2003–2004) - Ronald Waterreus (2007) - Marvell Wynne (2006–2007) |